# AEC Manlleu
AEC Manlleu is een Spaanse voetbalclub uit Manlleu in de regio Catalonië. De club heeft als thuisstadion het Estadi Municipal de Manlleu en AEC Manlleu speelt in de Tercera División Grupo 5.

## Geschiedenis
AEC Manlleu werd opgericht op 15 augustus 1933. In de clubgeschiedenis speelde het acht seizoenen in de Segunda División B (1989-1997). Beste klassering op het derde Spaanse niveau was een tweede plaats in 1992 en 1994. De overige jaargangen was AEC Manlleu actief op lager niveau, waaronder de Tercera División.

## Gewonnen prijzen
- Kampioen Tercera División Grupo 5: 1998/1999